# André Sinave
André Sinave (Ieper, 26 augustus 1921 - 27 maart 1992) was de bedenker en een van de oprichters van de stripweekbladen Kuifje en Tintin in 1946.

## Biografie
André Sinaves moeder is van Waalse origine en zijn Vlaamse wortels heeft hij te danken aan zijn vader. Hij studeerde aan de École Normale te Nijvel waar hij in het begin van de jaren 40 een diploma in de Germaanse talen behaalde.
De oorlog heeft hem niet gespaard. Als verzetsstrijder wordt hij in het Fort van Hoey gevangen gehouden en hij wordt er met tuberculose besmet. Hij zal hier volledig van herstellen. Hij vertrok in 1954 naar Congo waar hij 14 jaar zal verblijven. In 1968 vertrekt hij richting Canada om zich in Victoriaville, Quebec te vestigen. Hij doceert er aan de Cégep in Victoriaville en aan de Université du Québec à Trois-Rivières, daar geeft hij les in Vergelijkende Canadese Literatuurwetenschap tot en met 1986.
Hij overleed op zijn 71ste, op 27 maart 1992.

## Éditions Yes
Sinave richt samen met Albert Debaty les Éditions Yes op. Ze vestigen zich in een pand in de Lombardiëstraat 55 net achter de Grote Markt van Brussel. Getalenteerd in letters, maar niet altijd even sterk in het beheer, besluiten Sinave & Debaty om hun boekhouding toe te vertrouwen aan Raymond Leblanc.
Sinave kwam via de douane in contact met Leblanc. Die zou de in Duitsland aangekochte auto van zijn oom over de Belgische grens moeten krijgen.
Die laatste is een douane-ambtenaar bij het ministerie van Financiën en reserve-officier van een van de legers van Montgomery in Hannover.
Hij aanvaardt het aanbod van de uitgever om het beheer op zich te nemen.
De Éditions Yes publiceert met succes Ciné-Sélection en Cœur 5, een verzameling van populaire romans.
Sinave is een man met een hoop projecten en ideeën. Bijvoorbeeld na de ontploffing in Hiroshima laat hij een fysicus de fabricatie van de atoombom verklaren in een boek. Hiervan zullen 150.000 exemplaren verkocht worden.

## Kuifje (stripweekblad)
Sinave wil de vorm van Le Petit Vingtième (De Kleine Twintigste) hernemen om hem dan te moderniseren.
Toen Sinave zijn ontwerp presenteerde om een weekblad voor kinderen te maken met Kuifje als ster zijn Debaty en Leblanc sceptisch. Sinave wordt als een zeer vindingrijk man beschouwd. Via een goeie kennis van hem, Raoul Tack, slaagt hij erin om papier te krijgen. Hij kende Tack uit de tijd dat ze samen in de kerkers van het Fort van Hoei hadden gezeten. Tack werd later senator en wist via die functie aan papier te komen.
Sinave kende Hergé al van toen hij op zeer jonge leeftijd korte verhalen schreef in Le Petit Vingtième. Toch schakelen ze Peter Ugeux, een voormalig medewerker van Le Petit Vingtième, in om Hergé te overtuigen aan het project deel te nemen. Ugeux kent Hergé goed. Ugeux schreef op 10 september 1945 een brief naar Hergé:
Mijn Beste George, Ik kreeg bezoek van een vriend die de vorm van Le Petit Vingtième zou willen hernemen en moderniseren. Hij zou graag op uw medewerking rekenen en vroeg om deze mogelijkheid met u te bekijken. In de hoop dat ik binnenkort wordt ontlast van mijn taken wil ik terug in de branche werken. Ik wil u vragen om een afspraak te maken op een tijd en plaats dat u het beste acht?— Pierre Ugeux

## Ontmoeting in Bosvoorde
Sinave en Ugeux ontmoetten Hergé in de herfst van 1945 in Bosvoorde. Deze stelt zich zeer open tegenover dit project. Biograaf Benoit Peeters meldt dat de bijeenkomst met Hergé plaatsvindt met o.a. de aanwezigheid van Sinave en Leblanc. Jacques Pessis vermeldt dat Leblanc aanwezig is en dat hij zijn project omschrijft.
Aldus heeft Sinave de fundamenten van het stripweekblad Kuifje gevormd en gevestigd. Hij vindt papier, een huzarenstukje in die periode, en hij slaagde erin om een ontmoeting met Hergé te regelen dankzij Pierre Ugeux. Sinave krijgt de schepper van Kuifje enthousiast voor het project.
Rest de financiering.
Om een dergelijk project te starten, zijn er middelen vereist. Wederom redt Sinave de dag. Zijn relaties in de filmindustrie stellen hem in staat om een belangrijk man te ontmoeten: George Lallemand. Hij voegt zich bij het trio om het project van het blad Kuifje mede te financieren in ruil voor 40% van de aandelen. Leblanc krijgt 50% en Hergé 10%.
Leblanc heeft goede zaken gedaan met zijn mijnenveger dat hem in staat stelt om de meerderheid van de aandelen te nemen.
Sinave en Debaty blijven aan het avontuur verbonden, maar worden door Leblanc en Lallemand aan de kant gezet; volgens Peeters door geldgebrek.
Op 8 augustus 1946 wordt de besloten vennootschap met beperkte aansprakelijkheid (LLC) geboren « Les éditions du Lombard » onder de leiding van Leblanc en Lallemand met als bedoeling het weekblad Kuifje 6 te ontwikkelen.
Sinave en Debaty creëren les Éditions du Nervien dat zich op het ontwikkelen van andere publicaties van Yes richt.